# Усть-Обор
Усть-Обо́р (рос. Усть-Обор) — село у складі Петровськ-Забайкальського району Забайкальського краю, Росія. Адміністративний центр та єдиний населений пункт Усть-Оборського сільського поселення.

## Населення
Населення — 836 осіб (2010; 852 у 2002).
Національний склад (станом на 2002 рік):
- буряти — 99 %